# Kaskaskia, Illinois
Kaskaskia là một làng thuộc quận Randolph, tiểu bang Illinois, Hoa Kỳ. Năm 2010, dân số của làng này là 14 người.

## Dân số
Dân số qua các năm:
- Năm 2000: 9 người.
- Năm 2010: 14 người.